# Bosvleermuis
De bosvleermuis (Nyctalus leisleri) is een vleermuis uit de familie der gladneuzen (Vespertilionidae). Hij lijkt op de rosse vleermuis, maar is kleiner. De bosvleermuis is nauw verwant aan de Azorenvleermuis (Nyctalus azoreum). De soort is genoemd naar Johann Philipp Achilles Leisler.

## Beschrijving
De bosvleermuis heeft een lange tweekleurige vacht: roodbruin aan de bovenzijde, gelig bruin aan de onderzijde. De donkerbruine oren zijn breed met een afgeronde top. De vleugels zijn lang en smal, en het vleugelmembraan is langs de armen en het lichaam dicht met haar begroeid. Hij wordt 48 tot 68 mm lang, met een staart van 35 tot 50 mm. De spanwijdte is 260 tot 340 mm, en hij weegt 11 tot 20 gram.
De bosvleermuis heeft een geluidsfrequentie van 25 tot 40 kHz.

## Gedrag
Kraamkolonies bevinden zich voornamelijk in boomholten (in Ierland meestal op zolders), maar ook in rotsspleten en vleermuiskasten. Een kraamkolonie bestaat uit twintig tot vijftig dieren. Soms deelt hij de kolonies met rosse vleermuizen. Ook zijn er gemengde kolonies met Bechsteins vleermuis, watervleermuis en gewone dwergvleermuis bekend. Ook overwintert hij in boomholten en in gebouwen, van eind september tot begin maart. Als de condities gunstig zijn, blijft hij ook 's winters jagen.
De bosvleermuis is een nachtdier. Tien tot veertig minuten na zonsondergang vliegt hij uit. Hij heeft een snelle, hoge vlucht boven bomen en bossen. Hij maakt vaak duiken in zijn vlucht. Hij jaagt boven open plaatsen in een bos, rond lantarenpalen of boven water. Hij jaagt twee keer per nacht. Beide keren duren ongeveer een uur, waarvan de tweede ongeveer een half uur voor zonsopgang eindigt. Zijn voornaamste prooi zijn middelgrote en grote insecten als vlinders, langpootmuggen, dansmuggen en schietmotten, die in de vlucht worden gevangen.
De bosvleermuizen in het noordoosten van het verspreidingsgebied (onder andere de Britse Eilanden) migreren naar het zuidwesten. Een enkele keer trekken de dieren meer dan 800 kilometer ver.
De hoogst waargenomen leeftijd is 9 jaar.

## Voortplanting
In de kraamkolonies bevinden zich meestal zo'n veertig vrouwtjes, maar een enkele keer kan dit oplopen tot zo'n vijfhonderd dieren in gebouwen. In de herfst vestigen de mannetjes een paarterritorium, die ze verdedigen tegen andere mannetjes. In de vlucht of vanaf een hangplek maakt het mannetje een baltszang, waarmee hij de vrouwtjes lokt. In de paarkolonie leven ongeveer negen vrouwtjes en één mannetje. De paartijd is van eind augustus tot september.
In juni en juli wordt één jong geboren, alhoewel tweelingen regelmatig voorkomen. Als het vrouwtje gaat jagen, worden de jongen in een crèche gelaten. Als het vrouwtje van kolonie wisselt, draagt ze de jongen met zich mee. Na zes weken worden de jongen gespeend. Ze kunnen dan al zelf jagen.

## Verspreiding
Ze komen voor in Ierland, Frankrijk, Zuid-Europa, de Kaukasus, Madeira en de Canarische Eilanden, Marokko tot Libië, en in het westen van de Himalaya. In Spanje en Engeland leven enkele verspreide kolonies. Het is een echte bosbewoner, met name in bossen en parken komen ze voor. Hij komt het liefst in laagland en heuvelland voor en is tot 1920 meter hoogte in de Alpen aangetroffen.
In België en Nederland zijn enkele verspreide waarnemingen gedaan. Er was in 1981 één kolonie in Nederland bij Sint-Jansberg (bij Mook). Later in 1986 was er ook een kraamkolonie in het Imstenraderbos bij Heerlen. In België zijn er waarnemingen bekend in het Zoniënwoud en het Meerdaalwoud. In 2004 was er een waarneming in de Millingerwaard. Sedert 2009 bevindt zich op landgoed Smalenbroek bij Enschede een kraamkolonie van bosvleermuizen.